# Itano
Itano (板野町, Itano-chō) est un bourg situé dans le district d'Itano (préfecture de Tokushima), au Japon.

## Géographie

### Démographie
En 2003, le bourg d'Itano avait une population de 14 672 habitants répartis sur une superficie de 36,18 km2 (densité de population de 405 hab./km2).

## Culture locale et patrimoine
Trois des temples bouddhiques du pèlerinage de Shikoku sont situés à Itano.